# C1化学
C1化学（シーワンかがく、シーいちかがく、C1-Chemistry）とは合成ガス（一酸化炭素と水素の混合ガス）やメタン、メタノールといった炭素数が1の化合物を原料に用いて、炭素数が1の化合物の相互変換をしたり、炭素数が2以上の化合物を合成する技術法のことであり、有機工業化学の一分野である。

## 概論
C1化学の原料として用いられる合成ガスやメタンは天然ガスや石炭、オイルシェール、バイオマスなどといった石油以外の炭素資源から作られる（重質油や石油排ガスを原料にする場合もある）。そのため、「石油資源の有効利用」という観点からC1化学は重要な有機合成化学の一体系と考えられている。種々の化学原料に変換されたあとは現在の石油化学工業と同様のプロセスを経て、様々な化学製品となる。また、後述するような方法を用いると、合成ガソリンといった炭化水素の混合物が得られる。このC1化学は触媒が非常に重要となっている。

### メタンからエチレンの合成
エチレンプラントが石油コンビナートの生産力の中核をなすことからもわかるようにエチレンには大きな需要が存在し、これを作れればC1化学の枠を越えて石油化学製品の製造が可能となる。
メタンは石油の価格の半分、シェールガス革命によって1/4にさえなると見られ、もし天然ガスの大半を占めるメタンを利用できれば莫大な利益が見込める。
そのためメタンの酸化的カップリングが望まれ、精力的な研究が行われてきたが実用化は叶わず20世紀終わりには研究は下火になった。
メタンの酸化カップリング反応は次の式で表される。
2CH4 + O2 → C2H4 + 2H2O

### 合成ガスからエチレンの合成
中国では安価な石炭を元にメタノールを作り、メタノールからエチレンやプロピレンなどオレフィンを作り出すMTO法(Methanol to Olefin)の大規模工業化を進めている。この技術を使えば石炭の他樹木などのバイオマスといった幅広い天然資源から石油化学製品を作り出す「天然資源化学」が実現できる。間接的にメタンからエチレンを作り出すことも可能。

## C1化学の主な反応

### 合成炭化水素・人造石油
合成ガスを鉄やコバルトなどを触媒として150–350℃、1–30気圧で反応させると、液体燃料や高級パラフィン、オレフィンが合成される。この反応はフィッシャー・トロプシュ反応 (Fischer-Tropsch process) と呼ばれる。この反応では CH2 種の生成と連鎖成長が主反応であり、生成物の選択性が一定規則に従う (Schulz-Flory分布)。南アフリカではこの方法で炭化水素を大量に合成している。
また、メタノールから活性ゼオライトを用いることで、ガソリン留分の多い炭化水素を得ることができる。この反応はMTG法 (Methanol To Gasoline) と呼ばれ、ニュージーランドで工業化されている。

### 水素・アンモニア・肥料・火薬
合成ガスを水蒸気改質すると、水素と二酸化炭素の混合ガスになり、遠心分離の上、二酸化炭素をアミンなどで吸収除去すれば、水素が得られる。ハーバー・ボッシュ法でアンモニアを生産し、それを出発物質に、窒素肥料や、硝酸、火薬が作れる。　

### メタノール
メタノールは種々の化合物の原料として用いられる。また、将来的には自動車用の燃料として期待されている。C1化学において、メタノールは合成ガスから銅-亜鉛酸化物触媒を用いて合成される。この合成法はいくつかの方法があるが、200–350℃、50–250気圧で行われる。
{\displaystyle {\ce {CO\ + 2H2 -> CH3OH}}}

### ホルムアルデヒド
ホルムアルデヒドは高分子原料によく用いられる。ホルムアルデヒドはメタノールを銀触媒を用いて600–720℃で脱水素させることで合成される。
{\displaystyle {\ce {CH3OH\ + 1/2 O2 -> HCHO\ + H2O}}}
また、メタンの部分酸化による合成法も研究されているが、メタンの反応速度やホルムアルデヒドの安定性の点から現在、工業化は難しい。

### 酢酸
酢酸はそれ自体も様々な用途に用いられるが、その誘導体は工業的にきわめて重要である。酢酸はメタノールと一酸化炭素をロジウム錯体を用いることで合成される（モンサント法）。この方法を用いると、酢酸の生成速度は原料の量に依存しないという特徴がある。
{\displaystyle {\ce {CH3OH\ + CO -> CH3COOH}}}

### クロロメタン
クロロメタン類（クロロメタン、ジクロロメタン、クロロホルム、四塩化炭素）は不燃性の溶媒として用いられる。メタンを原料とする場合、塩素ガスを加熱または、光照射をすることによって合成される。
{\displaystyle {\ce {CH4\ + Cl2 -> CH3Cl\ + CH2Cl2\ + CHCl3\ + CCl4}}}
また、塩化メチルを選択的に合成する方法として、メタノールと塩酸をアルミナ触媒を用いて、200–380℃、3–6気圧で合成する。また、この塩化メチルはさらに塩素化することができる。
{\displaystyle {\ce {CH3OH\ + HCl -> CH3Cl\ + H2O}}}

### メチルアミン
メチルアミンは様々な化学製品の中間体として重要である。メチルアミンはメタノールとアンモニアをアルミナやケイ酸アルミニウムを触媒として、350〜500℃、15–30気圧で合成される。
{\displaystyle {\ce {CH3OH\ + NH3 -> CH3NH2\ + H2O}}}
実際はモノメチル化で終わらず、一部はジメチルアミン、トリメチルアミンまで進行する。

### シアン化水素
シアン化水素は工業化学において、重要な化合物である。シアン化水素はC1化学プロセス的には次の方法に大別される。
1. ホルムアミドの脱水反応
{\displaystyle {\ce {HCONH2 -> HCN\ + H2O}}}{\displaystyle (\Delta H=+75\mathrm {kJ/mol} )}
2. メタンのアンモ酸化
{\displaystyle {\ce {CH4\ + NH3\ + {\frac {3}{2}}O2 -> HCN\ + 3H2O}}}{\displaystyle (\Delta H=-473\mathrm {kJ/mol} )}

あるいはC1化学プロセス以外の方法でも大量に合成される。
上記のアンモ酸化の例である「Andrussow法」では次のように製造される。
メタンとアンモニア、酸素をロジウムを添加した白金触媒を用いて、1000〜1200℃、常圧で反応させることで合成される。生成ガスはシアン化水素の分解を防ぐために急冷される。Andrussow法以外にも酸素を使用しないメタンのアンモ酸化であるDegussa法、メタンの代わりに炭化水素を用いるアンモ酸化であるShawinigan法も利用される。
シアン化水素は直接工業原料として用いられるほか、クロロシアン、トリクロロイソシアヌル酸、シアヌリル酸アミド（メラミン）などを介して種々の化成品の原料に利用される。またシアン化水素から製造されるオキサミドは肥料の原料にも使用される。